# Канский хомяк
Канский хомяк (лат. Cansumys canus) — хомяк, единственный представитель рода Cansumys, обитает в центральном Китае в провинциях Ганьсу, Нинся, Шэньси и Сычуань. На ряде европейских языков вид называется «ганьсуйским», однако общепринятого русского названия пока не имеет.

## Внешний вид
Длина тела с головой 100—170 мм, длина хвоста 77—111 мм. Вес 61—120 г. Мех густой, на спине серый, с белыми пятнами на щеках и у основания ушей. Брюхо ниже шеи белое, кончик хвоста тоже белый. У основания хвоста длинные волосы. Лапы тонкие, на передних длинные когти белого цвета.

## Образ жизни
Образ жизни канского хомяка исследован мало. Известно, что он обитает в лиственных лесах в горных районах на высоте 1 000—1 400 м над уровнем моря. На основе строения лап ранее считалось, что это исключительно древесный вид, однако оказалось, что зверек также строит гнезда в камнях и на земле. Питается листьями и травой. Активен ночью, преимущественно весной и летом.